# Johnny Schönning

Johnny Schönning, Spelmansstämman i Karsjö 1930

John "Johnny" Petrus Schönning, född 11 mars 1894 i Gävle Heliga Trefaldighets församling, Gävle, död 5 augusti 1966 i Oscars församling, Stockholm
, var violinist, spelman, ingenjör och byrådirektör. 
Han var en av sin tids främsta konsertviolinister men hade också ett stort intresse för svensk folkmusik. 
I ungdomen spelade Schönning ofta tillsammans med fadern – bondsonen och färghandlaren Johan Schönning (född Näslund, 1861-1939) – och de besökte ofta dennes hemsocken Skog i Hälsingland där de tillägnade sig ett 50-tal låtar som de också tecknade ner. Främst genom en spelman av den gamla stammen vid namn Lars Törnlund ("Jon-Lars Lars", 1850–1923) från Tönnånger med en stor repertoar låtar efter bl.a. fadern Jon Larsson, Jonas Ankarhult ("Bovretsguggen"), Per Larsson och Olof Vahlinder. En del av uppteckningarna hamnade i Svenska låtar. En annan skogspelman Schönning tecknade upp låtar efter var Olle Gustafsson Solne. De kom även i kontakt med och lärde sig låtar och spelsätt av andra framstående sörhälsingespelmän – till exempel Lars Fredriksson och Myr-Hans Nilsson.